# Juan Esteban Pedernera
Juan Esteban Pedernera (1796 - 1886), militar argentino, foi presidente interino de seu país de 5 de novembro de 1861 (data da renúncia de Santiago Derqui) até a posse de Bartolomé Mitre em 12 de dezembro de 1861.